# Szilágyi Pál (matematikus)
Szilágyi Pál (Tasnád, 1933. június 18. – Kolozsvár, 2017. szeptember 16.) erdélyi magyar matematikus, egyetemi tanár, Szilágyi Miklós testvére, Szilágyi Judit és Szilágyi Tibor apja.

## Életpályája
A középiskolát Nagyváradon végezte. 1954-ben végezte el a Bolyai Tudományegyetem matematika-fizika szakát.
1954–1959 között a Bolyai Tudományegyetem gyakornoka, majd tanársegéde. Az egyetemek egyesítése után a Babeș–Bolyai Tudományegyetemen tanított 2003-ig. 1992–1996 között a matematika-informatika kar dékánhelyettese, 1996–2000 között az egyetem rektorhelyettese.
2003–2007 között a Sapientia Erdélyi Magyar Tudományegyetem rektora. 2000-től a Sapientia Alapítvány Kuratóriumának tagja.
1963-ban doktori címet szerzett matematikából. 1972–1973-ban Humboldt-ösztöndíjas Németországban, miután a hatóságok hosszú halogatás után engedélyezték a kiutazását.
Rektorhelyettessége alatt kezdődött a Babeș–Bolyai Tudományegyetem magyar tagozatának részleges önállósodása. Az erdélyi magyar nyelvű felsőoktatás kialakításában és fejlesztésében szerzett elévülhetetlen érdemeiért több kitüntetésben részesült.

## Munkássága
Kutatási területei: parciális differenciálegyenletek, nemlineáris funkcionálanalízis, variációs egyenlőtlenségek. 1989 után több, egyetemszervezéssel kapcsolatos cikket, tanulmányt írt. 

### Könyvei
- Analitikus geometria példatár, Kolozsvár, 1967.
- Ecuaţiile fizicii matematice (egyetemi jegyzet), Kolozsvár, 1972.
- Matematikai kislexikon (társszerző), Kriterion Kiadó, Bukarest, 1983.
- Parciális differenciálegyenletek (egyetemi jegyzet), Kolozsvár, 1998.
- Közönséges differenciálegyenletek, Erdélyi Tankönyvtanács, 2001. ISBN 9738239117

### Szakcikkei (válogatás)
- Sur les formes canoniques pour systèmes elliptiques de deuxième ordre à coefficients constants. Studia Univ. Babeş-Bolyai Ser. Math.-Phys. 13 (1968), no. 2, 35–44.
- Problèmes non-noethériens de Dirichlet. Studia Univ. Babeş-Bolyai Ser. Math.-Phys. 14 (1969), no. 2, 25–30.
- Dirichletsche Probleme mit unendlich vielen Lösungen, Arch. Math. 26 (1975) pp. 75–81.
- Solvability of the Dirichlet problem for an elliptic equation with a singularity, Studia Univ. Babeş-Bolyai Math. 25 (1980), no. 2, 72–78.
- The Dirichlet problem for a class of strongly nonlinear elliptic equations, Anal. Numér. Théor. Approx. 14 (1985), no. 1, 97–103.
- Pseudo-monotone operators in the study of nonlinear elliptic systems, Mathematica (Cluj) 30 (53) (1988), no. 1, 75–82.
- Boundary value problems for strongly-elliptic quasi-linear systems with upper and lower solutions, Seminar on Differential Equations, Preprint, 89-3, pp. 101–110, Univ. Babeş-Bolyai, Cluj-Napoca, 1989.
- Differential inclusions for elliptic systems with discontinuous nonlinearity, Studia Univ. Babeş-Bolyai Math. 38 (1993), no. 2, 21–30.
- Periodic solutions of dry friction problems. Z. Angew. Math. Phys. 45 (1994), no. 1, 53–60. (társszerző: Klaus Deimling)
- Parabolic systems with discontinuous nonlinearity, Studia Univ. Babeş-Bolyai Math. 40 (1995), no. 4, 63–76.

## Kitüntetései
- A Magyar Köztársaság Kisebbségekért-díja, 2000
- Az MTA Arany János-érme, 2002
- A Sapientia EMTE Bocskai István-díja, 2013[2]
- A Magyar Érdemrend tisztikeresztje 2015[3]

## Források

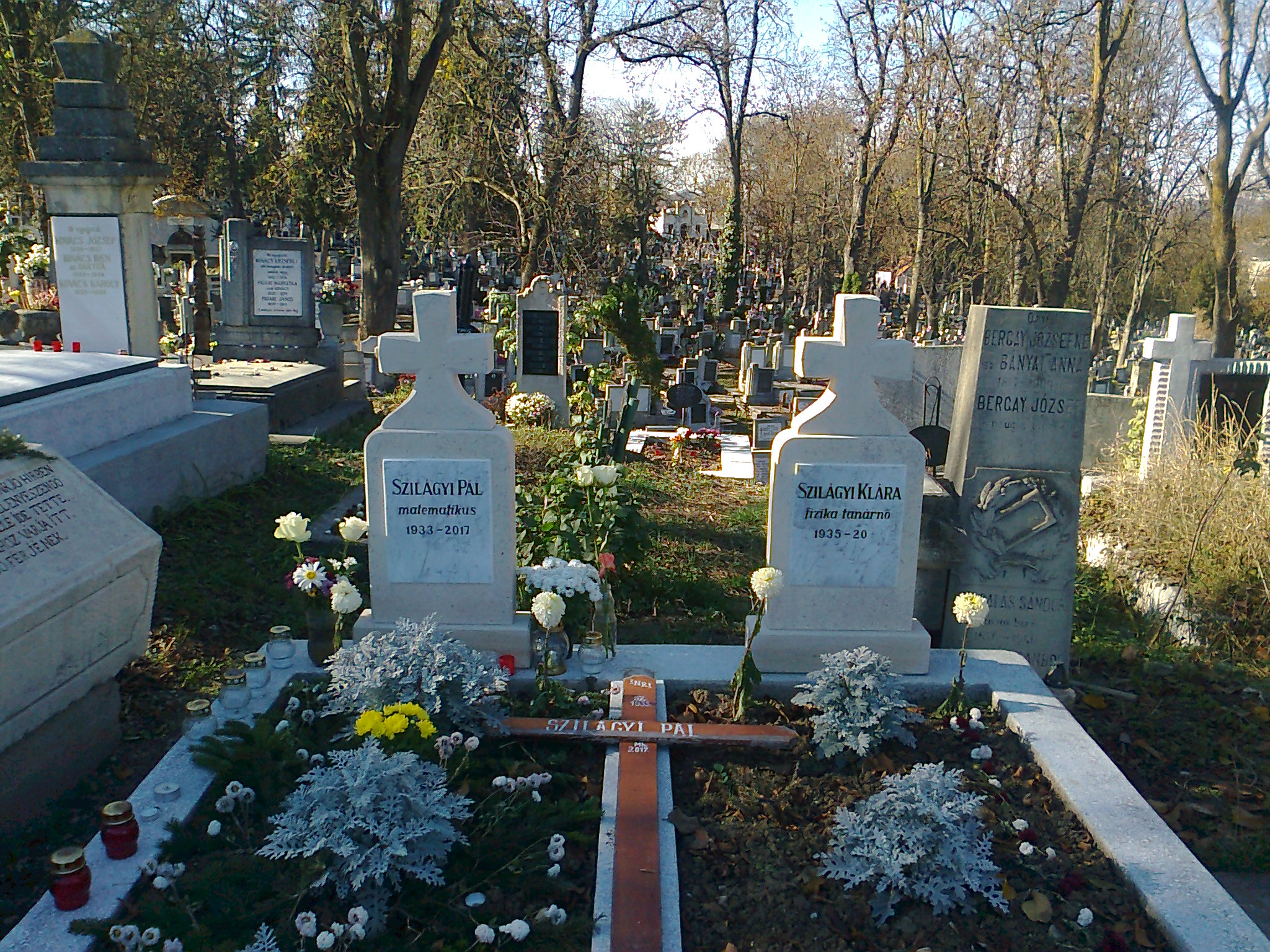
Sírja a Házsongárdi temetőben